# بی بی تورانی
بی بی تورانی (انگلیسی: Bibi Torriani; ۱ اکتبر ۱۹۱۱ – ۳ سپتامبر ۱۹۸۸) بازیکن هاکی روی یخ، و لژسوار اهل سوئیس بود.